# Seuzey
Seuzey ist eine französische Gemeinde mit 85 Einwohnern (Stand: 1. Januar 2022) im Département Meuse in der Region Grand Est (bis 2015 Lothringen). Sie gehört zum Kanton Saint-Mihiel im Arrondissement Commercy.
Seuzey liegt etwa 15 Kilometer südsüdöstlich von Verdun.

## Bevölkerungsentwicklung

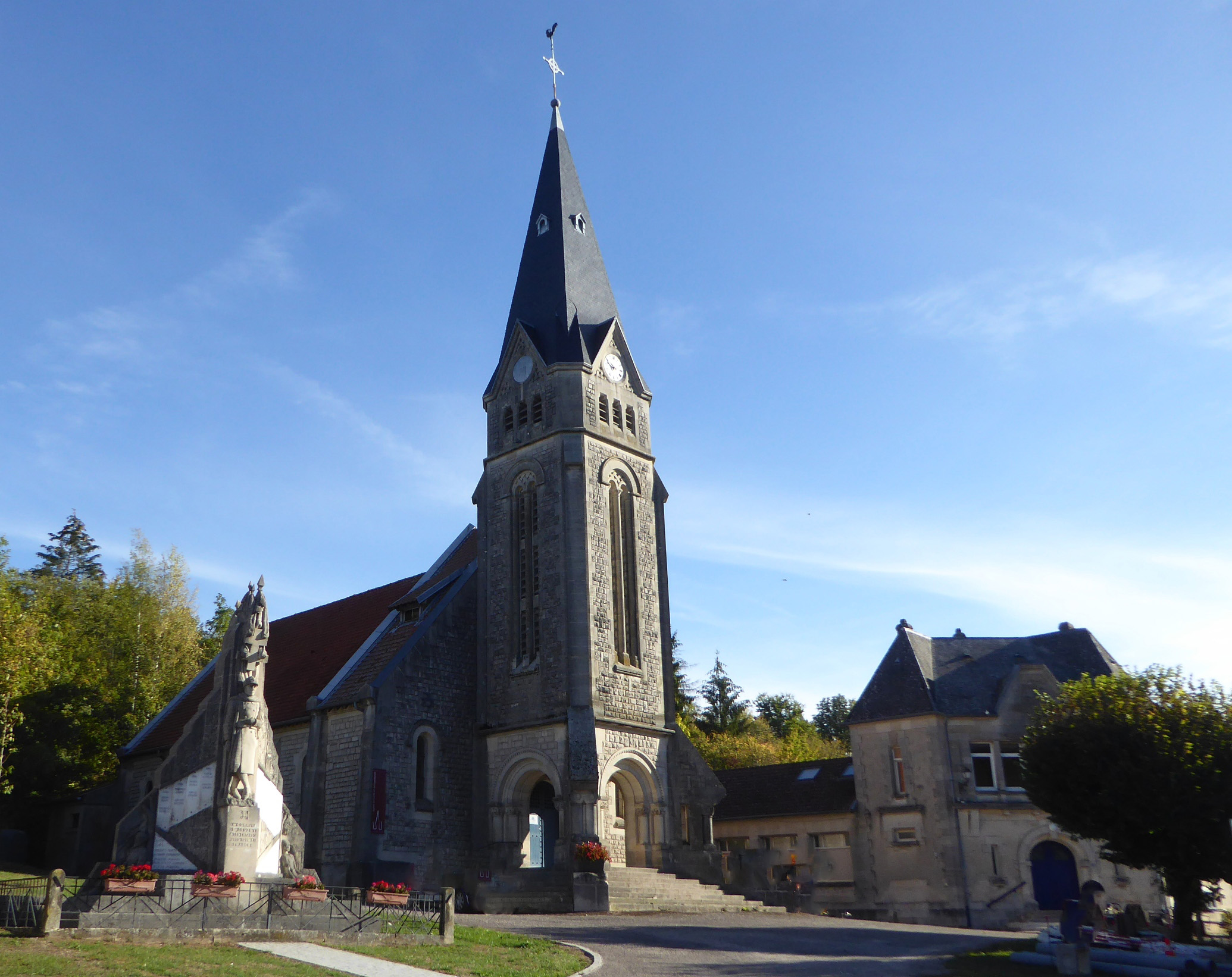
Kirche Saint-Marcel in Seuzey

| Jahr                       | 1962 | 1968 | 1975 | 1982 | 1990 | 1999 | 2010 | 2019 |
| -------------------------- | ---- | ---- | ---- | ---- | ---- | ---- | ---- | ---- |
| Einwohner                  | 140  | 121  | 98   | 135  | 81   | 87   | 88   | 97   |
| Quellen: Cassini und INSEE |      |      |      |      |      |      |      |      |